# بیدژخوویتسه (استان اوپوله)
بیدژخوویتسه (به لهستانی:  Biedrzychowice) یک روستا در لهستان است که در گمینا گووگووک واقع شده‌است.